# Episodi de I Gobots (prima stagione)
| N° | Titolo originale                                  | Titolo italiano | Data in USA      | Data Italia |
| -- | ------------------------------------------------- | --------------- | ---------------- | ----------- |
| 1  | Battle for Gobotron - Part 1: Battle for Gobotron |                 | 8 settembre 1984 |             |
| 2  | Battle for Gobotron - Part 2: Target Earth        |                 |                  |             |
| 3  | Battle for Gobotron - Part 3: Conquest of Earth   |                 |                  |             |
| 4  | Battle For Gobotron - Part 4: Earth Bound         |                 |                  |             |
| 5  | Battle For Gobotron - Part 5: The Final Conflict  |                 |                  |             |